# Charles Dumont
Charles Dumont (Cahors, 26 marzo 1929 – Parigi, 18 novembre 2024) è stato un cantante e compositore francese.

## Biografia
Iniziò a scrivere canzoni sin dal 1960, divenendo famoso per aver composto con Michael Vaucaire Non, je ne regrette rien, una delle canzoni più celebri di Édith Piaf dedicata alla Legione straniera.
Dopo la morte della Piaf nel 1963, lavorò con Jacques Brel scrivendo Je m'en remets à toi nel 1964. Compose brani anche per serie televisive come Michel Vaillant nel 1967 e per il cinema come la colonna sonora di Monsieur Hulot nel caos del traffico di Jacques Tati del 1971.
Collaborò anche con Barbra Streisand, che reinterpretò la sua Le Mur con il titolo di I've Been Here.
Nel 1970 Charles Dumont iniziò una carriera di interprete di canzoni, tra le quali Une chanson (1976) e Les amours impossibles (1978).
Nel 2004 celebrò i cinquant'anni di carriera nel mondo della musica con due spettacoli al Bataclan di Parigi.

## Filmografia

### Compositore
- Il mio corpo per un poker, regia di Piero Cristofani e Lina Wertmüller (1968)
- Monsieur Hulot nel caos del traffico (Trafic), regia di Jacques Tati (1971)
- Una ragazza a due posti (Les gourmandines), regia di Guy Pérol (1973)
- Il circo di Tati (Parade), regia di Jacques Tati (1974)
- Indiscrezioni erotiche di un letto malizioso (Le plumard en folie), regia di Jacques Lemoine e Georges Combret (1974)
- Le commando des chauds lapins, regia di Guy Pérol (1975)